# 斯沃博德内区
斯沃博德内区（俄语：Свободненский район）是俄罗斯联邦阿穆尔州下辖的一个区，其行政中心为斯沃博德内。据2016年统计，该区的人口为14584人。